# 京阪宇治交サービス
京阪宇治交サービス（けいはんうじこうサービス）は、大阪府枚方市にかつて存在していた企業。一時期はバス事業にも進出していた。一時期は京都府宇治市に本社機能を移転していた時期もあったが、ごく短期間で枚方市内に再度戻った後に解散となった。

## 歴史
- 1980年7月17日 京阪宇治交通（現在解散）の子会社として、旅行業などの会社として設立。
- 1997年7月26日 地ビールレストラン「ガーデンズ天ヶ瀬」開業（2002年9月閉鎖）。
- 1997年8月5日 京阪宇治ビル（宇治駅）にコンビニとミスタードーナツの店舗を開店（現在閉店）。

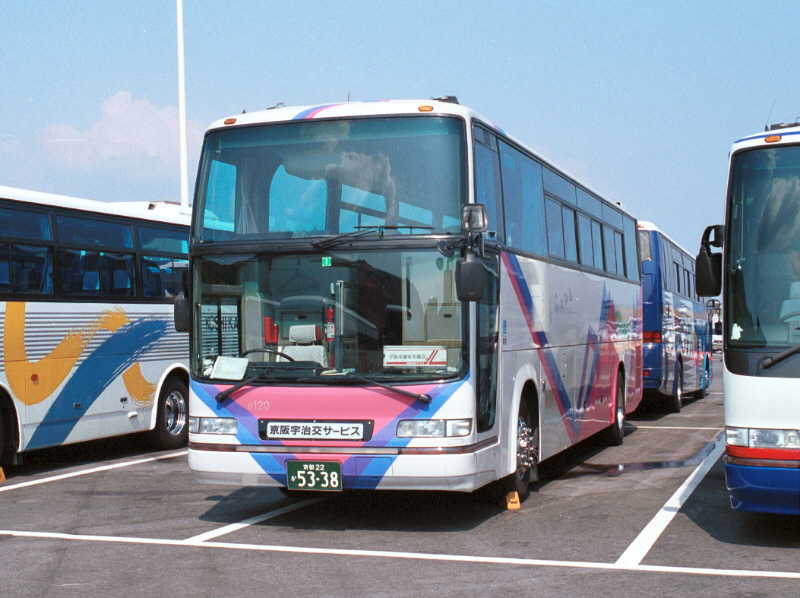
貸切バス

- 貸切バス1999年1月11日 京阪宇治交通 宇治営業所の路線バス事業と貸切バス事業を引き継ぎ、バス事業者となる。
- 1999年9月20日 「バスビィ介護サービス枚方」「バスビィ介護サービス宇治」を開設、介護事業に参入。
- 2002年10月1日 介護事業を京阪ライフサポートに譲渡。
- 2003年4月1日 バス事業を京阪宇治バスに分社の上再譲渡。
- 2006年4月1日 京阪宇治交通が京阪バスに吸収合併され解散したことにより京阪宇治バスの子会社となる。
- 2006年5月31日 会社解散。

## 事業
2000年4月30日付では資本金1000万円・乗合いバス38両、貸し切りバス20両、旅行業・ビル清掃管理と警備業・駐車場2か所・駐輪場2か所、食堂喫茶店9店・コンビニエンスストアー3店・物品販売3店、介護サービスをおこなっていた。
しかし、2002年に介護事業を新設された京阪ライフサポートへ譲渡。2006年に清掃業、警備業は京阪エンジニアリングサービスへ、飲食業は京阪レストランへ、旅行業は先にバス事業を譲渡した京阪宇治バスへ譲渡して「京阪宇治交サービス」は解散した。

## 特記事項
- 2001年より2002年まで、ユニバーサル・スタジオ・ジャパンへのアクセスバスが宇治車庫・京橋駅より運行されていた。